# Фороней
Фороней (др.-греч. Φορωνεύς, Φορωνέας) — персонаж древнегреческой мифологии Сын Инаха и Мелии. Царь всего Пелопоннеса, либо второй царь Аргоса. Согласно Нонну, из Лерны. Жена — нимфа Теледика (или Кердо; либо Кинна). Дети Апис и Ниоба, также Лирк и Эвроп.
Люди жили без городов и законов, говоря на одном языке, но Гермес перевёл языки людей, и между людьми начался раздор. Тогда Зевс передал царскую власть Форонею, ибо тот первым совершил священнодействия Геры, либо построил храм Геры, либо первый сделал оружие для Геры и поэтому получил царскую власть. Фороней первым соединил людей в общество, и то место, где они собрались, было названо городом Форониконом. Как пишет автор трактата «О невероятном» (Περὶ ἀπίστων, Anonymi longè Heraclito recentioris De incredibilibus), переведённого на латинский язык Львом Аллацием, город, основанный Форонеем, — второй из старейших городов эллинов после афинского Акрополя. Аргивянами Фороней считался изобретателем огня, аргивяне поддерживали постоянный огонь в храме Аполлона, называя его «огнём Форонея». При нём произошел Огигов потоп, философ Платон в диалоге «Тимей» и историк Акусилай в «Генеалогии» называли его «первым человеком». Фороней и паррасии вели войну против тельхинов и кариатов.
Могила в Аргосе. Амфиарая и Адраста в поэзии называли Форонидами, Ио именуется Форонидой. Существовала древняя поэма «Форонида».